# Livron-sur-Drôme
Livron-sur-Drôme település Franciaországban, Drôme megyében. Lakosainak száma 9272 fő (2022. január 1.). Livron-sur-Drôme Le Pouzin, Rompon, La Voulte-sur-Rhône, Allex, Étoile-sur-Rhône, Grane és Loriol-sur-Drôme községekkel határos.

## Népesség
A település népességének változása:
| Lakosok száma | 5616 | 6822 | 7294 | 8703 | 8945 | 8910 | 9104 | 9202 | 9254 | 9272 |
|               | 1968 | 1982 | 1990 | 2006 | 2013 | 2015 | 2017 | 2019 | 2020 | 2022 |